# Vigor Lamezia
Vigor Lamezia is een Italiaanse voetbalclub uit Lamezia Terme, in de regio Calabrië. De club is opgericht in 1919.

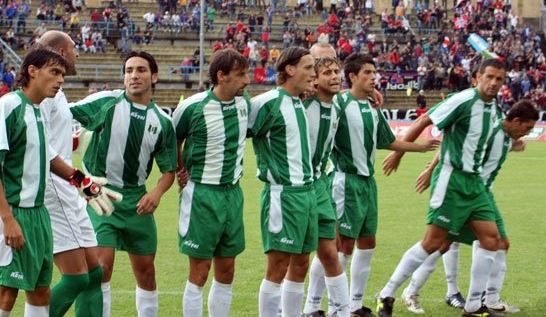
Vigor Lamezia in 2008